# Zvjezdane staze: Originalna serija
Zvjezdane staze (eng. Star Trek), danas poznate i kao Zvjezdane staze: Originalna serija (eng. Star Trek: The Original Series ili skraćeno TOS) su američka znanstveno fantastična serija, koju je napravio Gene Roddenberry, a koja se premijerno emitirala od 8. rujna 1966. do 3. lipnja 1969. godine s ukupno 79 emitiranih i 80 produciranih epizoda.

## O seriji
Premda je bila otkazana nakon relativno kratkog emitiranja spojena u sindikat, gdje je bila velika podrškana fanova. Uspjeh serije je bio praćen s pet dodatnih televizijskih serija i jedanaest kino filmova. Upisana je u Guinnessovu knjigu rekorda kao serija s najvećim brojem spinoffa. Premda je serija emitirana i njen službeni naziv je jednostavno Star Trek (Zvjezdane staze), kasnije je dobila novo ime Star Trek: The Original Series "Zvjezdane Staze: Originalna serija" (nekad skraćeno ST:TOS ili samo TOS), kako bi je se razlikovalo od nastavaka koji su uslijedili (od kojih se sastoji cijela franšiza Zvjezdanih staza).
Smještena u 23. stoljeće, Zvjezdane Staze prati avanture svemirskog broda Enterprise i njegove posade, predvođene Williamom Shatnerom kao kapetanom Jamesom T. Kirkom i Leonardom Nimoyem kao njegovim znanstvenim časnikom, Mr. Spockom.
Shatnerov monolog na početku svake epizode (izuzevši oba pilota "The Cage" i "Where No Man Has Gone Before") govori o misiji broda:
| » | Space, the final frontier. These are the voyages of the starship Enterprise. Its five-year mission: to explore strange new worlds, to seek out new life and new civilizations, to boldly go where no man has gone before. | « |
|   | |   |

[ Svemir, posljednja granica. Ovo su putovanja svemirskog broda Enterprise. Njegova petogodišnja misija: istraživati čudne nove svjetove, tražiti novi život i nove civilizacije, hrabro ići gdje još ni jedan čovjek nije išao. ]
Serijal Star Trek, za vrijeme emitiranja na NBC u 1966. godini, nije bio uspješan i gledanost je bilo mala, zbog čega je u drugoj sezoni došlo do prijetnje ukidanja serije. Međutim, seriji odani fanovi su pokrenuli kampanju pismima protiv ukidanja tražeći NBC da nastavi s emitiranjem. Fanovi su bili uspješni u tome da serija dobije treću sezonu, no NBC je seriju pomaknuo u 22 h petkom (tzv. "Death Slot " Mrtvi termin), tako nazvan jer je relativno malo ljudi tada gledalo televiziju) što je za posljedicu imalo da gledanost je ostala slaba.
Serija je ukinuta na kraju svoje treće sezone, no imala je veliki utjecaj na fanove i sam žanr znanstvene fantastike što joj je uskoro donijelo kultni status. Kao posljedica toga, franšiza je oživljena 1979. kada je snimljen prvi igrani film. Od tada je snimljeno još deset filmova, a serija je inkarnirana na malim ekranima u obliku novih serijala (Zvjezdane staze: Nova generacija, Zvjezdane staze: Duboki svemir 9, Zvjezdane staze: Voyager i Zvjezdane staze: Enterprise).

## Likovi
| Slika | Uloga                    | Čin                  | Glumac            | Pozicija                                                                                   |
| -     | James T. Kirk            | Kapetan              | William Shatner   | Kapetan i zapovjedni časnik broda USS Enterprise.                                          |
| -     | Spock                    | Zapovjednik          | Leonard Nimoy     | Znanstveni i prvi časnik; jedni ne-čovjek na brodu (Vulkanac) i Kirkov najbolji prijatelj. |
| -     | Leonard McCoy            | Natporučnik          | DeForest Kelley   | Glavni brodski liječnik i kapetanov drugi najbolji prijatelj.                              |
| -     | Montgomery Scott         | Natporučnik          | James Doohan      | Glavni stojar i treći po zapovjednom lancu (najčešće ga kapetan zove "Scotty").            |
| -     | Nyota Uhura              | Poručnica            | Nichelle Nichols  | Časnica za veze i jedini ženski član zapovjednog osoblja.                                  |
| -     | Hikaru Sulu              | Poručnik             | George Takei      | Kormilar (lik je bio znastvenik u drugome pilotu).                                         |
| -     | Pavel Andreievich Chekov | Zastavnik            | Walter Koenig     | Navigator. Postao stalan član posade u drugoj sezoni.                                      |
| -     | Janice Rand              | Yeoman (član posade) | Grace Lee Whitney | Kapetanova pomoćnica(1. sezona).                                                           |
| -     | Christine Chapel         | Medicinska sestra    | Majel Barrett     | Glavna medicinska sestra, dr McCoyjeva asistentica.                                        |

## Glazba
Poznatu naslovnu temu serijala skladao je Alexandar Courage. Osim u originalnoj seriji, korištena je kao glavna tema ili zakulisna glazba u brojnim drugim Star Trek serijalima i filmovima.

## Vanjske poveznice
- Uzay Yolu Orjinal Seri  Arhivirana inačica izvorne stranice od 10. rujna 2012. (Wayback Machine)(tur.)
- Zvjezdane staze: Originalna serija  Arhivirana inačica izvorne stranice od 18. lipnja 2010. (Wayback Machine) na StarTrek.com (engl.)
- Star Trek u internetskoj bazi filmova IMDb-a (engl.)
- Memory Alpha - Star Trek  Arhivirana inačica izvorne stranice od 12. lipnja 2010. (Wayback Machine)